# Dominic Okon
Dominic Okon (Ibadan, 20 giugno 1976) è un ex cestista, allenatore di pallacanestro e dirigente sportivo nigeriano.

## Carriera
Con la Nigeria ha disputato i Campionati mondiali del 1998.
Dal 2007 è Director of Operations della Wichita State University.